# Poecilaemula metatarsalis
Poecilaemula metatarsalis is een hooiwagen uit de familie Cosmetidae.